# Alba Iulia
Alba Iulia er en by i Transsylvanien i Rumænien. Byen er hovedstad i distriktet Alba og har et befolkningstal på 64.227 (2021) indbyggere.

## Navn
Byen har gennem tiden haft mange navne, der blandt andet afspejler de mange magter, der har regeret over byen:
- Bălgrad (rumænsk)
- Gyulafehérvár (ungarsk)
- Weißenburg, Karlsburg (tysk)
- Apulum (latin)
- Alba Carolina, Alba Iulia, Carlopolis (middelalderlatin)
- Erdel Belgradı (osmannisk-tyrkisk)

## Billeder fra Alba Iulias gamle fæstning
- Udsnit af Alba Iulias gamle fort
- Detalje fra port i fortet
- Gengivelse af historisk scene på fortet